# Ялинцовский сельский совет
Ялинцовский сельский совет (укр. Ялинцівська сільська рада) — входит в состав Кременчугского района Полтавской области Украины.
Административный центр сельского совета находится в с. Ялинцы.

## Населённые пункты совета
- с. Ялинцы
- с. Воскобойники
- с. Киндровка
- с. Михайленки
- с. Пухальщина
- с. Самусиевка